# 최태성 이윤석의 역사기행 그곳
최태성 이윤석의 역사기행 그곳은 2017년 3월 25일부터 2017년 6월 17일까지 매주 토요일 저녁 8시에 KBS 1TV에서 방송된 교양 프로그램이다.

## 기획 의도
역사저널 그날의 찰떡궁합 두 친구가 스튜디오를 벗어나 떠난 지극히 史(사)적이고, 또 私(사)적인 여행을 담은 역사저널 그날의 스핀오프 기행 프로그램.

## 방송 시간
| 방송 채널 | 방송 기간                          | 방송 시간                              |
| --------- | ---------------------------------- | -------------------------------------- |
| KBS 1TV   | 2016년 10월 30일 ~ 2016년 11월 6일 | 매주 일요일 밤 9:40 ~ 10:30 (50분)     |
| KBS 1TV   | 2017년 3월 25일 ~ 2017년 6월 17일  | 매주 토요일 저녁 8:00 ~ 밤 9:00 (60분) |

## 방송 회차
| 회차       | 방송일           | 제목                                              | 시청률 |
| ---------- | ---------------- | ------------------------------------------------- | ------ |
| 파일럿 1회 | 2016년 10월 30일 | 천년의 기억, 규슈                                 | 6.0%   |
| 파일럿 2회 | 2016년 11월 6일  | 불의 땅 가고시마                                  | 5.2%   |
| 1회        | 2017년 3월 25일  | 고난의 길 임시정부루트 - 1부 폭탄을 든 그들       | 3.4%   |
| 2회        | 2017년 4월 1일   | 고난의 길 임시정부루트 - 2부 60만원의 사나이      | 4.3%   |
| 3회        | 2017년 4월 8일   | 고난의 길 임시정부루트 - 3부 돌아오지 못한 사람들 | 3.2%   |
| 4회        | 2017년 4월 15일  | 史적인 아리랑                                     | 3.6%   |
| 5회        | 2017년 4월 22일  | 충무공 루트 1부 - 승부사의 길 여수*보성           | 3.0%   |
| 6회        | 2017년 4월 29일  | 충무공 루트 2부 - 장군의 섬, 한산도               | 3.0%   |
| 7회        | 2017년 5월 6일   | 장보고 루트 1부 - 해신의 탄생                     | 3.8%   |
| 8회        | 2017년 5월 13일  | 장보고 루트 2부 - 청해의 꿈                       | 3.3%   |
| 9회        | 2017년 5월 27일  | 경주 - 1부 왕 중의 왕, 마립간과의 만남            | 3.1%   |
| 10회       | 2017년 6월 3일   | 경주 - 2부 천년의 염원                            | 4.0%   |
| 11회       | 2017년 6월 10일  | 제주도 - 1부 탐라의 눈물                          | 4.0%   |
| 12회       | 2017년 6월 17일  | 제주도 - 2부 탐라의 발견                          | 3.9%   |